# Sesklo

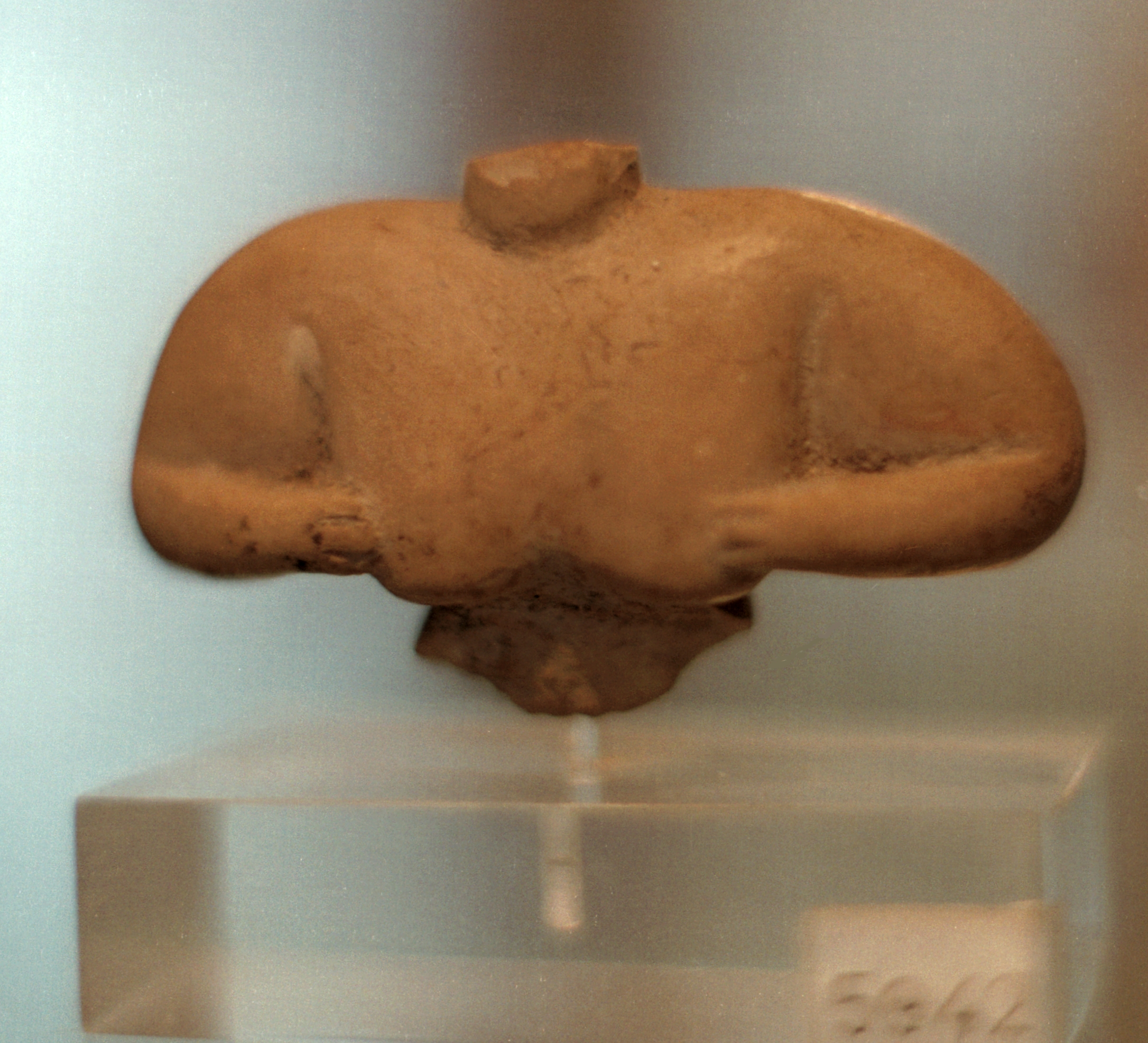
Darstellung eines weiblichen Oberkörpers als Terrakotta-Torso, Sesklo-Kultur, 6. bis 5. Jahrtausend v. Chr. (Archäologisches Nationalmuseum, Athen)

Die neolithische Siedlung Sesklo wurde nach dem gleichnamigen Ort in der Nähe der Ausgrabungsstätte benannt. Sesklo liegt ungefähr 10 km westlich von Volos in Thessalien, Griechenland. Aufgrund umfangreicher Keramikfunde dient der Name Sesklo auch zur Bezeichnung einer neolithischen Periode im Bereich Griechenlands. Die Sesklo-Kultur ist in das 7. und 6. Jahrtausend v. Chr. (etwa 6300 bis 5300 v. Chr.) einzuordnen und steht am Anfang des keramischen Neolithikums in Griechenland.

## Forschungsgeschichte
Die Erforschung des griechischen Neolithikums ist mit Christos Tsountas (1857–1934) zu verknüpfen. Zwischen 1899 und 1906 wurden von ihm großflächige Ausgrabungen in Sesklo und Dimini durchgeführt und eine erste Fundstellenliste erstellt. 1908 folgte eine Publikation (in griechischer Sprache). In den folgenden Jahrzehnten fanden weitere Forschungen hauptsächlich im Rahmen von mykenischen, minoischen und klassisch-antiken Grabungen statt.

## Zeitstufen der Sesklo-Kultur
Die Sesklo-Kultur wird nach ihrer Keramik, die in 30 ausgegrabenen von mehreren Hundert Tells gefunden wurde, in drei Stufen Protosesklo, Vorsesklo und Sesklo eingeteilt. Zur Zeit des Protosesklo ist die Keramik meist monochrom rötlich bis bräunlich bemalt und gut poliert. Einfache Ornamentik, wie Zick-Zack, Wellen und Rhomben, ist ebenfalls zu beobachten. Für die Vorsesklo-Zeit ist die Impressoware (typisch für den adriatischen Raum) neben der weiterhin benutzten monochromen Ware, charakteristisch. In der Sesklo-Zeit wurden die Traditionen der Protosesklo-Zeit wieder aufgenommen. Für die Dekoration von Keramik waren Linienbänder, Wolfszahn an Zick-Zack und Schachbrettmuster beliebte Motive.

## Die neolithische Siedlung

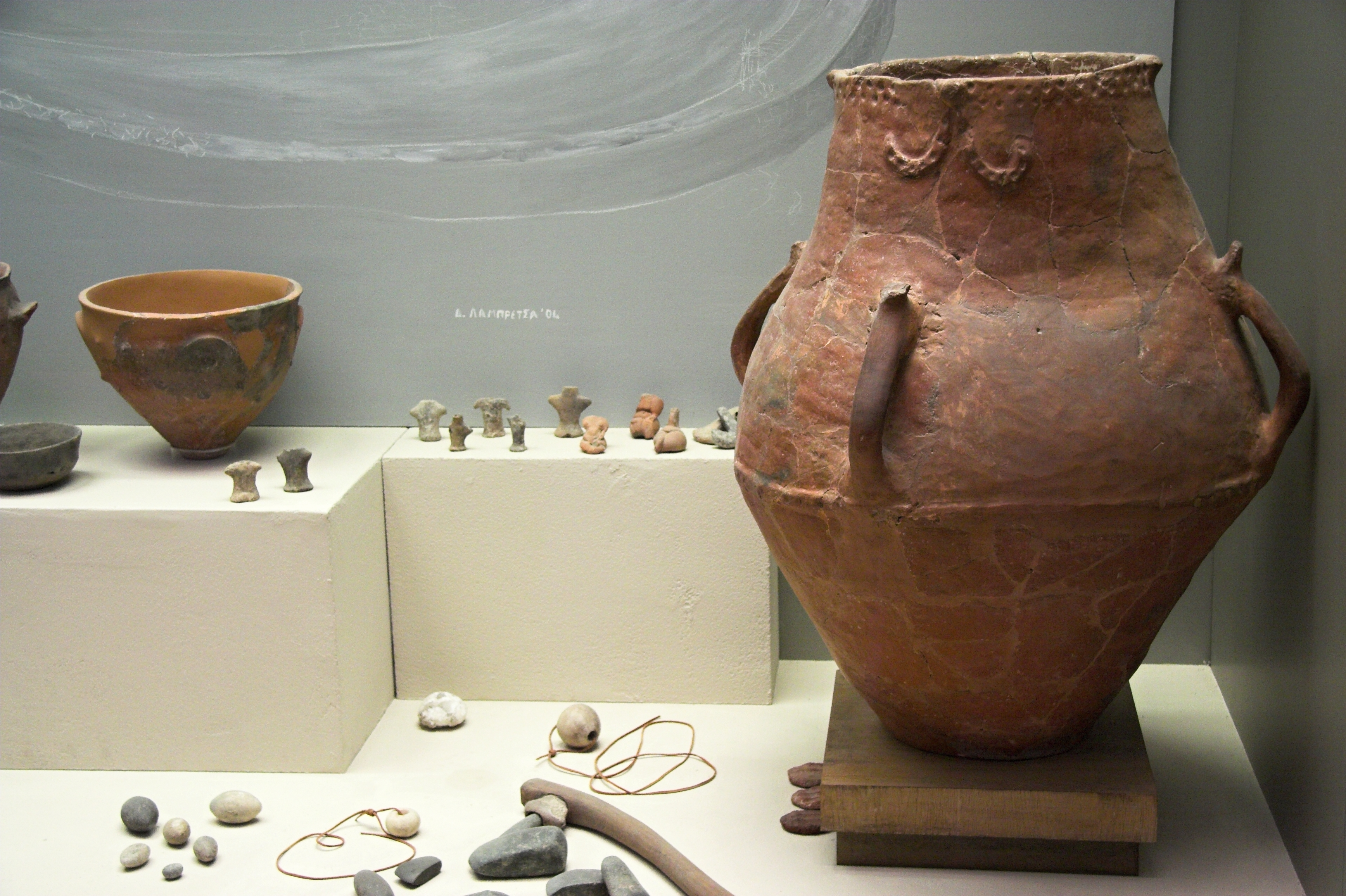
Fundstücke der Sesklo-Kultur, um 5300 v. Chr. (Archäologisches Nationalmuseum, Athen)

Etwas landeinwärts vom Golf von  Volos in Thessalien konnten die Reste zweier Siedlungen, Sesklo und Dimini, aus dem Neolithikum freigelegt werden, denen  für die spätere Entwicklung befestigter Siedlungen im griechischen Kulturraum eine entscheidende Bedeutung zukommt.
Der Platz scheint schon seit dem 7. Jahrtausend v. Chr. bewohnt gewesen zu sein. Zur Zeit des Protosesklo standen Pfostenhäuser und Lehmbauten mit Steinfundamenten in der Siedlung. Während der Sesklo-Zeit besaß der Ort mit seinen über 500 Häusern eine für diese Zeit beachtliche Größe. Die Häuser, Lehmziegelbauten mit Steinfundamenten, waren quadratisch angelegt und besaßen teilweise Pfostenkonstruktionen in ihrem Inneren. Die neolithische Siedlung wurde wahrscheinlich im 5. Jahrtausend v. Chr. durch ein Feuer zerstört. Die auf die Sesklo-Kultur folgende Dimini-Kultur besiedelte den Platz erneut.
Die im Grundriss verwandten Burgen von Sesklo (5800–5300 v. Chr.) und dem jüngeren Dimini weisen bereits das Grundschema einer feudalen Herrenburg auf. Die Unterstadt von Sesklo wurde von der Akropolis beherrscht, welche von zwei ovalen Ringmauern umgeben war (Breite ca. 40 m, Länge ca. 55 m). Mittelpunkt der Bebauung war das exakt nordsüdlich orientierte Megaron. Das Gebäude beruhte auf einer netzartigen Modulstruktur (drei × sechs Module = 30 × 60 Fuß = 8,80 × 17,60 m, ein Modul = 10 Fuß). Das Seitenverhältnis entsprach einem Harmonischen Rechteck im Seitenverhältnis von 1 : 2. Man betrat den Fürstenbau über eine Säulenvorhalle (ein × drei Module) mit zwei Rundholzstützen zwischen den Anten. Dahinter lag die von drei Rundholzstützen getragene quadratische Halle (drei × drei Module) des Fürsten. In der Westhälfte stand der Herd, dessen Feuer niemals ausgehen durfte. An der Rückseite schloss sich ein weiterer Raum an (1,5 × drei Module). Die rückwärtigen Zungenmauern finden sich auch an troianischen Megara. Der Bautypus erinnert an die Urform eines rechteckigen Nomadenzeltes (Vor- und Hauptzelt), wobei die Vorhalle baldachinartig durch Holzstangen, so wie sie auch  im Inneren zum Tragen kamen, abgestützt wurde. Für Braun ist dies eine Entwicklung, die stufenweise über das mykenisch-homerische Megaron zum Antentempel führen sollte.